# Prensdorf
Prensdorf ist ein Ortsteil der Gemeinde Dahmetal im Landkreis Teltow-Fläming in Brandenburg.

## Lage
Der Ortsteil liegt wenige Kilometer nördlich von Dahme/Mark. Der Fluss Dahme bildet auf einer größeren Strecke den südlichen Abschluss der Gemarkung. Nördlich von Prensdorf liegt die Gemeinde Steinreich. Es folgen im Uhrzeigersinn der Gemeindeteil Liebsdorf, Zagelsdorf, Dahme/Mark und Rietdorf.

## Geschichte und Etymologie

### 14. und 15. Jahrhundert

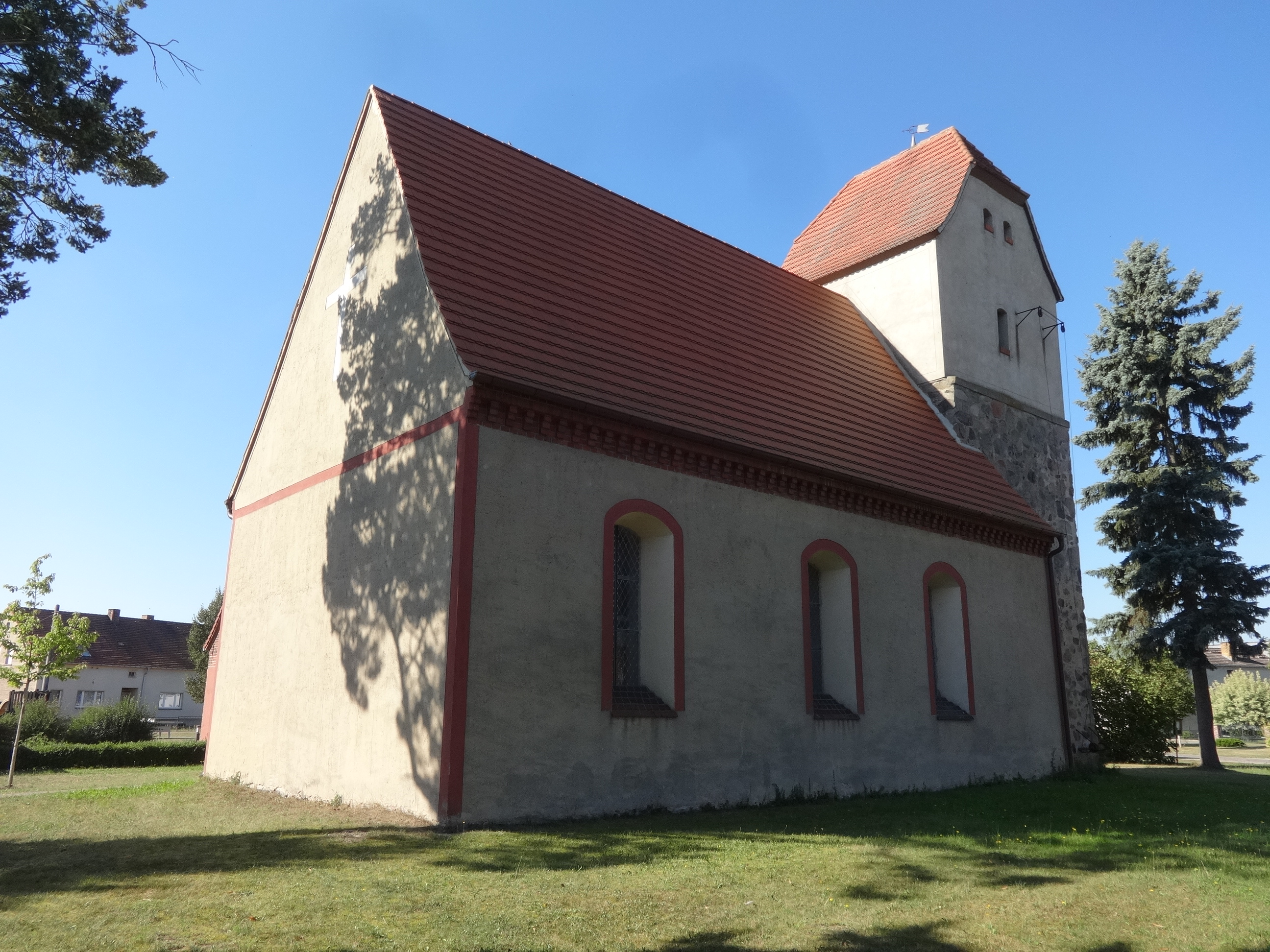
Dorfkirche Prensdorf

Albrecht der Bär hatte im 12. Jahrhundert niederländische Flamen in das Gebiet gebracht, um es zu besiedeln. Nordöstlich von Dahme/Mark wurde in diesem Zusammenhang im Jahr 1368 das Dorf Predenstede erstmals urkundlich erwähnt. Der Name pren leitet sich aus der slawischen Sprache ab und bedeutet so viel wie Sumpf, was auf den Wasserreichtum der Region zurückzuführen ist. Es war zu dieser Zeit von vor 1368 bis 1388 im Besitz der Herrschaft Dahme und kam für zwei Jahre in den unmittelbaren Besitz des Erzbischofs von Magdeburg, bevor es von 1390 bis 1405 wieder in die Herrschaft Dahme überging. Diese besaßen das gesamte Dorf perdinstorff (1388) mit allem Recht und Kirchenpatronat. Es entstand ein unregelmäßiges Platzdorf, das sich um den Anger gruppierte. Im Jahr 1405 übernahm das Amt Dahme das Dorf und verkaufte es 1438 an die von Witzleben. Von dort kam es vor 1446 bis 1872 erneut zum Amt Dahme. In dieser Zeit besaßen die von Schlieben von vor 1446 in zcu predenstorff bis 1584 einen Kossätenhof mit allem Recht bzw. Geld und sechs Hühner vom Gericht (1532). Dieser Anteil wurde 1584 geteilt. Die Hälfte der Hebungen erhielten bis 1597 die von Hake, während die andere Hälfte bei den von Schlieben verblieb. Im Jahr 1597 vereinigten die von Schlieben wieder ihren Besitz und verkauften ihn 1638 bis vor 1657 an die von Löben, bis auch dieser Anteil an den Landesherren bzw. das Amt fiel.

### 16. Jahrhundert
Die Bewohner zahlten um 1500 insgesamt 6 1⁄2 Schock 14 1⁄2 Groschen (gr) zur Anlage als Steuer; 1516 waren es 18 Rheinische Gulden (fl) zur Steuer. Im Jahr 1534 beliefen sich die Abgaben auf 12 fl 20 gr 8 Pfennig (d) zum 50. Pfenning. Eine Statistik aus dem Jahr 1551 weist für Prennstorff neun Hufner und neun Kossäten aus; 1562 ist von 17 Hauswirten die Rede. Im Ort gab es eine Küsterei und eine Schule, während die Pfarrei im Nachbarort Zagelsdorf ansässig war. Dennoch erschien in Prensdorf erstmals auch ein Pfarrer in den Akten, der 25 Scheffel Korn und 6 Scheffel Hafer erhielt. Der Küster bekam 4 1⁄2 Scheffel Korn; die Kirche besaß ein Stück Acker, der allerdings nur alle sechs Jahre mit 2 Scheffel Korn bewirtschaftet wurde. Außerdem besaß sie zwei Wiesen und weitere Einkünfte in Höhe von 3 Scheffel Korn, 3 Scheffel Hafer und vier Schafe. Für das Jahr 1584 sind nur noch 12 Hauswirte verzeichnet. Sie leisteten 7 Taler 17 gr 4 d zum 70. Pfenning (1586) an Abgaben. Detaillierte Angaben liegen aus den Jahren 1595/1596 vor. Demzufolge zahlten die 17 Einwohner an das Am Dahme einmal 1 Taler 16 gr, fünfmal 15 gr, zweimal 14 gr, einmal 9 gr, zweimal 8 gr und sechsmal 3 gr. Zwischenzeitlich erschien im Jahr 1579 die Bezeichnung Prenstorp/Bronicze.

### 17. Jahrhundert

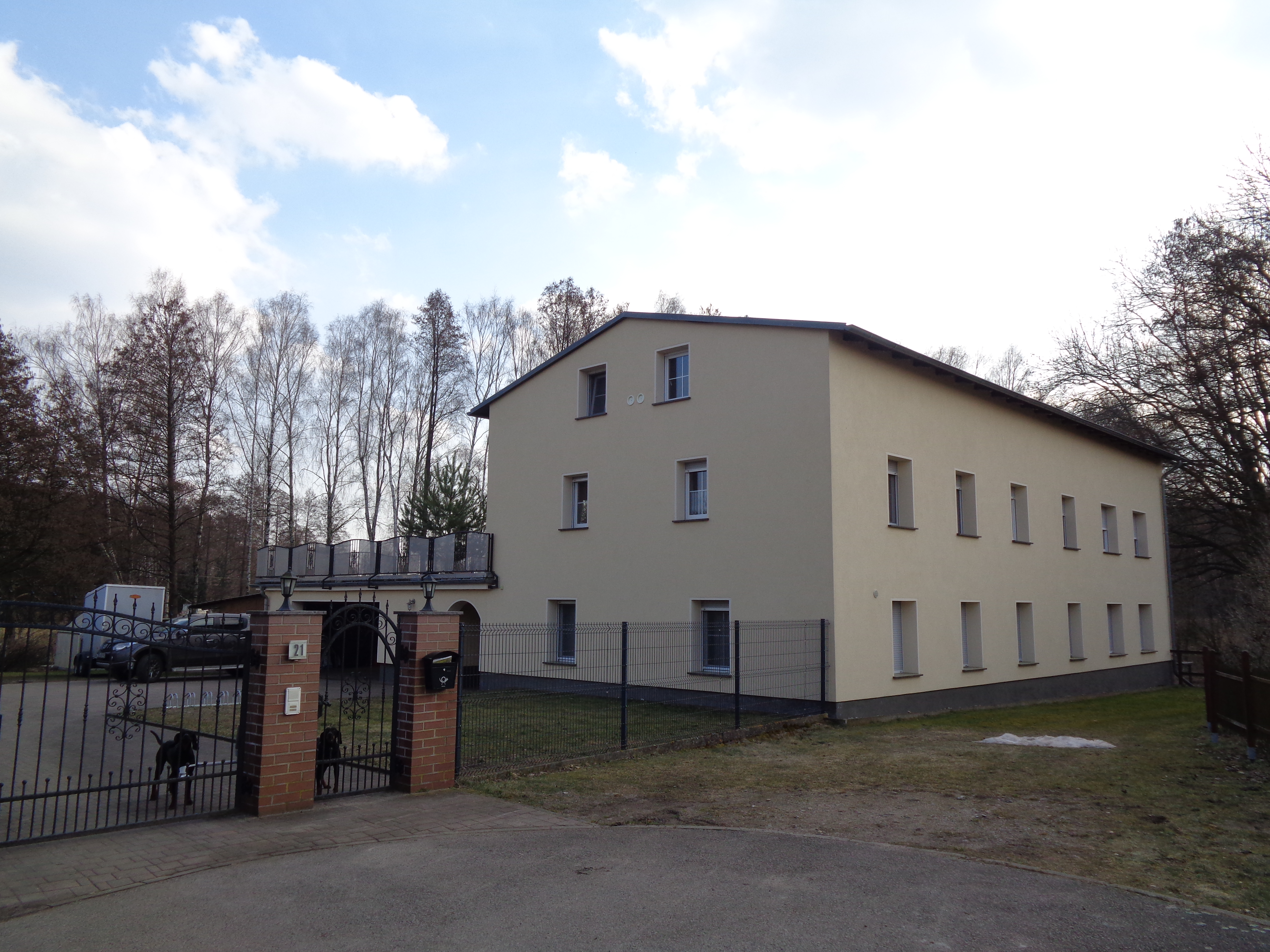
Prensdorfer Wassermühle

Im Jahr 1609 lebten im Dorf der Schulze, neun Ackerleute und sieben Kossäten. Um 1625 gab es das Lehnschulzengut mit drei Hufen sowie neun Bauern, die zusammen 17 Hufen bewirtschafteten. Zusammen mit sieben Gärtner ohne eigenen Feldacker kam Prensdorf somit auf 17 Einwohner. Im Dreißigjährigen Krieg lebten im Dorf im Jahr 1638 noch zwei Bauern und fünf Gärtner, während bereits sieben Bauernhöfe und Gärtnereien wüst gefallen waren. Acht Jahre später war das Dorf bis auf zwei wüste Bauerngüter und einen Gärtner komplett abgebrannt. Bis zum Jahr 1653 waren drei Hufner und Gärtner wieder besetzt; sechs Hufner und zwei Gärtner lagen noch wüst. Eine Statistik aus dem Jahr 1658 weist für Prensdorf das Lehngut mit drei Hufen und einer Wiese auf, das mit dem Schulzen besetzt ist. Es gab außerdem sieben Bauerngüter, von denen jedes zwei Hufen und Wiesenwachs besaß. Hinzu kamen sieben Gärtner. Zwei Bauerngüter lagen wüst, ebenso zwei Gärtner. Im Jahr 1663 lebten im Dorf je zwölf Männer und Frauen sowie ein mündiger Söhn, zwölf unmündige Söhne, zwölf unmündige Töchter, zwei Jungen, ein Dienstjunge, zwei Hausfrauen und zwei Mägde. Im Folgejahr errichteten Handwerker an der Dahme die Prensdorfer Wassermühle. Die zwei Bauerngüter waren unbesetzt, mittlerweile auch fünf Gärtner.

### 18. Jahrhundert
Im Jahr 1722 bewirtschafteten die Bewohner 20 Hufen, darunter eine Pfarrhufe. Es gab 18 Feuerstellen: neun Bauern, sieben Kossäten und zwei Mühlen. Hinzu kamen eine Windmühle, eine kleine Schenke, eine Laufschmiede und eine Ziegelscheune. Eine Statistik aus dem Jahr 1746 führt den Lehnschulzen mit drei Hufen, acht Bauern und sieben Kossäten auf. Weitere Handwerker erschienen im Jahr 1768: Es gab zwei Müller mit je einem Gesellen sowie zwei Schneider. Im Prensdorf standen im Jahr 1777 fünf unbewohnte bzw. publike Häuser, darunter das kurfürstliche Ziegelstreicherhaus, ein Schulhaus und ein Hirtenhaus sowie eine Walkmühle und eine Windmühle. Es gab 16 angesessene Einwohner: zehn Hufner, fünf Kossäten und ein Häusler. Für 1793 sind ein Dreihufner (Schulze), acht Zweihufner, ein Kossät mit einer Hufe, fünf Kossäten sowie ein Windmüller überliefert.

### 19. Jahrhundert
In den Jahren 1815/1816 betrieben zwei Meister eine Wassermühle mit Schneidgang und zwei Windmühlen. Es gab einen Laufschmied und einen Erbkrüger. Eine Statistik aus dem Jahr 1819 berichtet von einer Ziegelei, einer Getreidewassermühle, zwei Getreidewindmühlen, einer Walkmühle, einer Sägewassermühle sowie 16 Webstühlen. Es gab einen Schankwirt, neun männliche und vier weibliche Dienstboten. Zwei Jahre später lebten im Dorf zehn Hufner (darunter der Lehnschulze mit drei Hufen, acht Zweihufner und ein Einhufner), sechs Kossäten sowie zwei Häusler (beide Müller). Im Jahr 1837 standen in Prensdorf 18 Wohnhäuser, zwei Windmühlen, eine Wassermühle sowie eine Ziegelei. Der Bestand wuchs auf vier öffentliche, 19 Wohn- und 65 Wirtschaftsgebäude im Jahr 1858 an. Es gab zwei Abbauten: Ziegelei und Wassermühle. Das Dorf war 2886 Morgen (Mg) groß: 42 Mg Gehöfte, 1111 Mg Acker, 173 Mg Wiese, 158 Mg Weide und 1402 Mg Wald. Im Jahr 1883 kam es zu einem Brand, bei dem das Dorf zur Hälfte das Opfer der Flammen wurde.

### 20. Jahrhundert

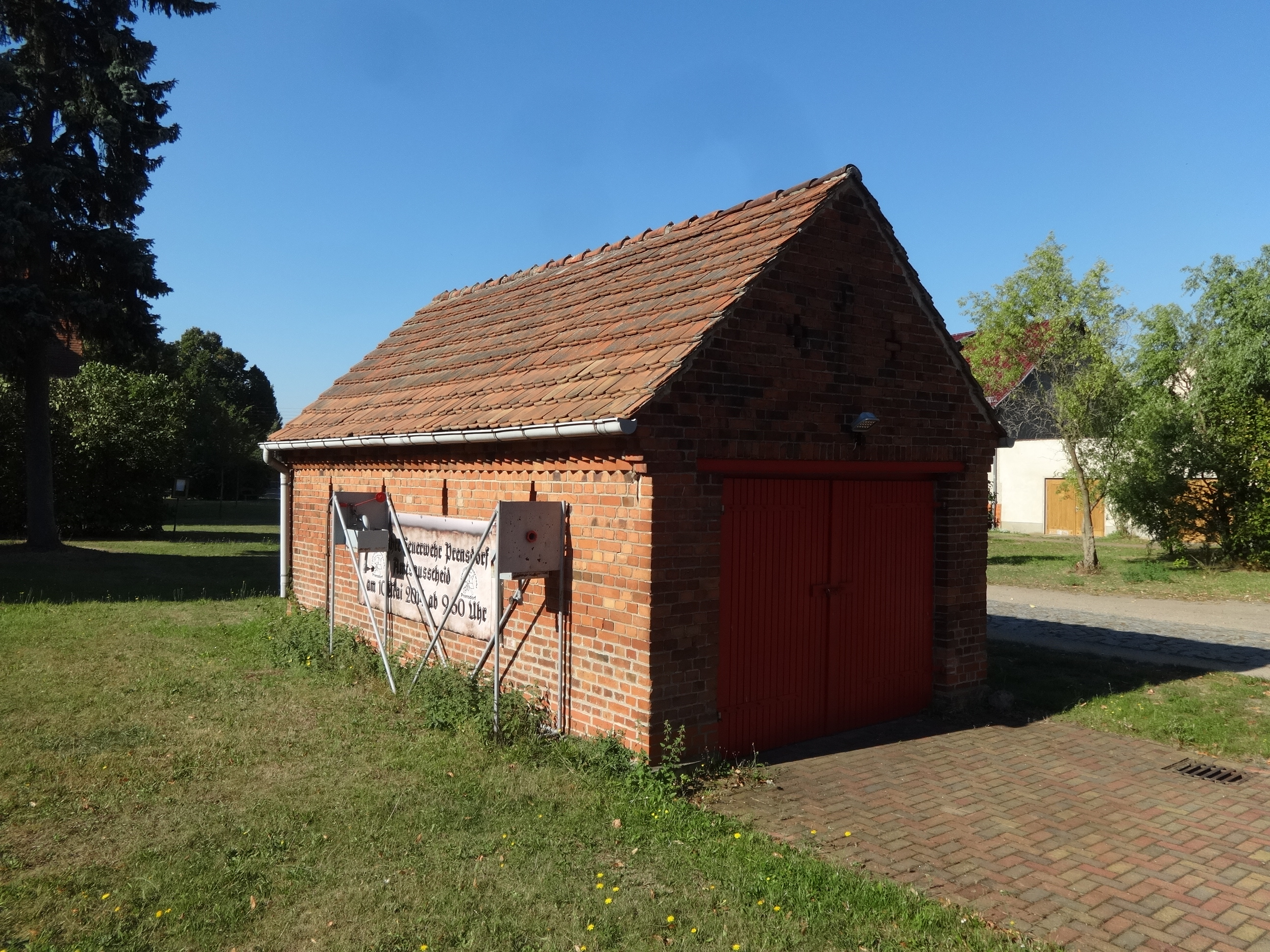
Feuerwehrhaus auf dem Dorfanger

Prensdorf war zur Jahrhundertwende auf 31 Häuser angewachsen, die auf einer Fläche von 760,1 Hektar (ha) standen. Es gab den Dreihufner, zwei Häusler einen Häusler und Maurer, acht Hufner, vier Kossäten, einen Lehrer und einen Schankwirt. Im Jahr 1920 eröffnete die Kirchengemeinde in einem angrenzenden Waldstück einen Friedhof und beendete damit die bislang gepflegte Tradition, die Toten im Kirchgarten zu beerdigen. Prensdorf wuchs weiter auf 32 Wohnhäuser mit 39 Haushaltungen (1931). Es gab im Jahr 1939 zehn land- und forstwirtschaftliche Betriebe mit einer Größe zwischen 20 und 100 (ha), acht Betriebe zwischen 10 und 20 ha, neun zwischen 5 und 10 ha sowie 6 zwischen 0,5 und 5 ha.
Nach dem Zweiten Weltkrieg wurden im Rahmen der Bodenreform 28,7 ha enteignet: 7,5 ha Acker, 0,7 ha Wiese und Weide sowie 20 ha Wald. Davon erhielten sechs landarme Bauern 17,2 ha. Neun Altbauern erhielten 11,5 ha Waldzulage. Sieben Bauern gründeten im Jahr 1957 eine LPG Typ III mit 52 ha Fläche. Im Folgejahr gründeten sieben weitere Mitglieder eine LPG Typ I mit ebenfalls 52 ha Fläche, die 1959 an die LPG Typ III angeschlossen wurde. Diese bestand im Folgejahr als LPG Typ III und hatte 1965 insgesamt 53 Mitglieder mit 409 ha Fläche. Zwei Jahre später erfolgte der Zusammenschluss mit der LPG Typ I Zagelsdorf; 1974 mit der LPG Typ III Gebersdorf zur LPG Typ III Gebersdorf-Prensdorf mit Sitz in Prensdorf. Im Jahr 1976 schloss sich die LPG zur LPG Typ III Dahme zusammen. Es gab weiterhin die LPG Typ I mit 33 Mitgliedern und 182 ha Fläche, die 1968 an die LPG Typ III angeschlossen wurde. Im Jahr 1982 bestand in Prensdorf die LPG Dahme Schweinezuchtanlage Prensdorf.

## Bevölkerungsentwicklung
| Einwohnerentwicklung in Prensdorf von 1815 bis 1981 | Einwohnerentwicklung in Prensdorf von 1815 bis 1981 | Einwohnerentwicklung in Prensdorf von 1815 bis 1981 | Einwohnerentwicklung in Prensdorf von 1815 bis 1981 | Einwohnerentwicklung in Prensdorf von 1815 bis 1981 | Einwohnerentwicklung in Prensdorf von 1815 bis 1981 | Einwohnerentwicklung in Prensdorf von 1815 bis 1981 | Einwohnerentwicklung in Prensdorf von 1815 bis 1981 | Einwohnerentwicklung in Prensdorf von 1815 bis 1981 | Einwohnerentwicklung in Prensdorf von 1815 bis 1981 | Einwohnerentwicklung in Prensdorf von 1815 bis 1981 | Einwohnerentwicklung in Prensdorf von 1815 bis 1981 | Einwohnerentwicklung in Prensdorf von 1815 bis 1981 | Einwohnerentwicklung in Prensdorf von 1815 bis 1981 | Einwohnerentwicklung in Prensdorf von 1815 bis 1981 |
| --------------------------------------------------- | --------------------------------------------------- | --------------------------------------------------- | --------------------------------------------------- | --------------------------------------------------- | --------------------------------------------------- | --------------------------------------------------- | --------------------------------------------------- | --------------------------------------------------- | --------------------------------------------------- | --------------------------------------------------- | --------------------------------------------------- | --------------------------------------------------- | --------------------------------------------------- | --------------------------------------------------- |
| Jahr                                                | 1815                                                | 1817                                                | 1837                                                | 1858                                                | 1871                                                | 1885                                                | 1895                                                | 1905                                                | 1925                                                | 1939                                                | 1946                                                | 1964                                                | 1971                                                | 1981                                                |
| Einwohner                                           | 122                                                 | 130                                                 | 151                                                 | 162                                                 | 146                                                 | 201                                                 | 181                                                 | 191                                                 | 159                                                 | 146                                                 | 204                                                 | 152                                                 | 159                                                 | 141                                                 |

## Kultur und Sehenswürdigkeiten

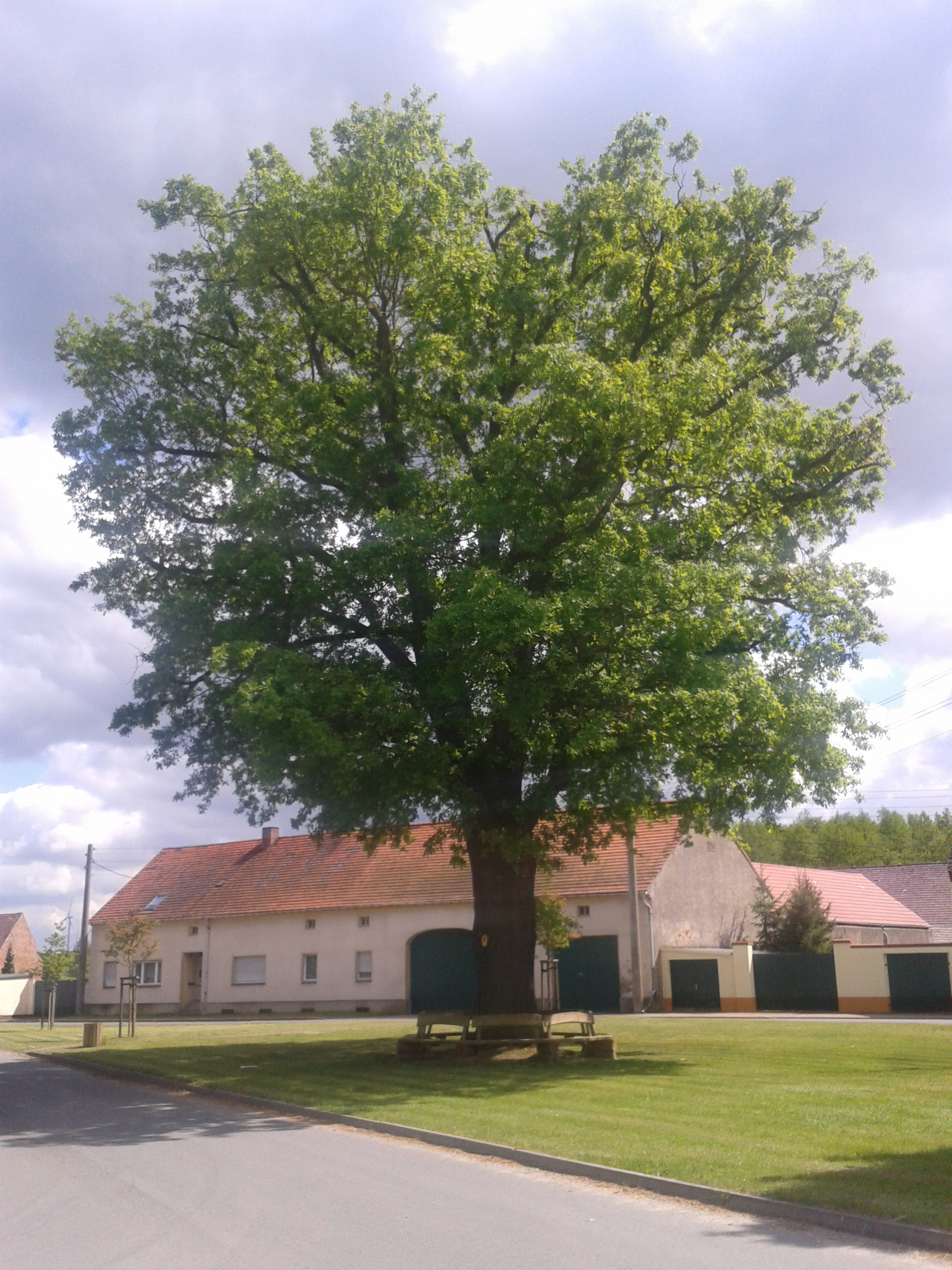
Naturdenkmal Eiche

- Die Dorfkirche Prensdorf ist eine Feldsteinkirche, die um 1150 errichtet wurde. Im 17. Jahrhundert überformten Handwerker die zuvor gotischen Fenster barock um. Im Innern befinden sich unter anderem ein hölzerner Altar aus dem Jahr 1697 und eine Fünte aus Sandstein aus der Zeit um 1700. Die Kirchengemeinde beteiligt sich an der Aktion Verlässlich geöffnete Kirche. In dem Sakralbau finden Konzerte, Lesungen und Ausstellungen statt.
- Oberhalb des Schlauchgrabens erhebt sich der Fürstenberg bis in eine Höhe von 112 Meter.
- Die Eiche auf dem Dorfanger ist auf Grund ihrer Schönheit ein eingetragenes Naturdenkmal.

## Wirtschaft und Infrastruktur

### Wirtschaft
Der überwiegende Teil der Gemarkung ist bewaldet und wird forstwirtschaftlich genutzt. Daneben existieren eine Agrargenossenschaft, einige Landwirtschafts- und Handwerksbetriebe. Neben einigen Kleingewerbetreibenden werden Übernachtungen für Touristen angeboten.
Der Flaeming-Skate führt auf dem Rundkurs 7 durch den Ort.

### Verkehr
Die Landstraße L71 verläuft in südwestlicher nach nordöstlicher Richtung im Süden an der Gemarkung vorbei. Über die L70 besteht eine weitere Verbindung, die nach Westen in Richtung Zagelsdorf führt. Die Regionale Verkehrsgesellschaft Dahme-Spreewald bindet den Ortsteil mit der Linie 470 nach Golßen, Luckau und Dahme/Mark sowie über die Linie 467 nach Drahnsdorf an.